# Otto Fend
Otto Fend (* 7. Jänner 1938 in Götzis) ist ein ehemaliger österreichischer Politiker (ÖVP) und Finanzbeamter. Er war von 1989 bis 1999 Abgeordneter zum Vorarlberger Landtag.

## Ausbildung und Beruf
Nach dem Besuch der Volksschule absolvierte Fend die Unterstufe des Gymnasiums in Bregenz. Er wechselte danach an das Gymnasium Wasagasse in Wien und legte dort im Jahr 1959 die Matura ab. Im Anschluss studierte er zwischen 1959 und 1960 Rechtswissenschaften an der Universität Innsbruck, brach jedoch sein Studium 1960 ab und trat als Finanzbeamter in den Dienst der Finanzlandesdirektion Feldkirch. Er arbeitete für die Abteilung Betriebsprüfung und war in der Folge bis 1998 als Gruppenleiter dieser Abteilung tätig. 1998 ging Fend in Pension. 

## Politik und Funktionen
Fend war Mitglied der ÖGB – Öffentlicher Dienst und Mitglied der FCG – Öffentlicher Dienst und trat im Februar 1970 der ÖVP bzw. der Teilorganisation ÖAAB bei. Er war ab 1975 Mitglied der Gemeindevertretung von Götzis und gehörte dieser bis zum Jahr 2010 an, wobei er während seiner Zugehörigkeit zu diesem Gremium unter anderem Obmann des Sozialausschusses bzw. Sozial- und Seniorenausschusses, Obmann der Abgabenkommission und Obmann des Finanz- und Wirtschaftsausschusses war. Von 1985 bis 2000 war er zudem Mitglied des Gemeinderates, wobei er die Referate Finanzen, Senioren und Soziales verantwortete. 2010 wurde Fend Ersatzmitglied der Gemeindevertretung. Innerparteilich wirkte er von 1981 bis 2002 als Ortsparteiobmann der ÖVP Götzis, des Weiteren war er Organisationsreferent der ÖVP Götzis und von 1980 bis 1985 Fraktionsobmann der ÖVP Götzis. Er hatte auf Landesebene die Funktion eines Mitglieds der Landesparteileitung der ÖVP Vorarlberg inne und war Mitglied der Bezirksparteileitung der ÖVP Feldkirch. Im ÖAAB engagierte er sich zudem als Vorsitzender des Kontrollausschusses des ÖAAB Vorarlberg und als Finanzprüfer der ÖAAB-Regionsgruppe „am Kumma“. 
Als Abgeordneter des Wahlbezirkes Feldkirch vertrat Fend die ÖVP vom 24. Oktober 1989 bis zum 4. Oktober 1999 im Landtag. Er war Bereichssprecher für Soziales und Wohnbau innerhalb des ÖVP-Landtagsklubs. Seit 2008 ist er Obmann des Seniorenbundes Götzis.
Fend war im Vereinsleben seiner Heimatgemeinde Götzis sowie im kirchlichen Bereich sehr aktiv. So engagierte er sich beispielsweise als Mitglied des Kirchenrates Götzis, Mitglied des Kirchenchores Götzis und war Bezirksobmann der Katholischen Arbeiterbewegung Feldkirch. Er gehörte im musikalischen Bereich dem Gesangsverein „Liedertafel“ an, war Mitglied der Gesangsgruppe „Schola“ in Götzis sowie Obmann des Vorarlberger Musikschulwerkes. Zudem war er sportlich als Mitglied des Tennisclub Götzis, als Mitglied der Turnerschaft Götzis und als Mitglied des Kneippvereins aktiv.

## Privates
Fend wurde als Sohn des aus Götzis stammenden Stickers Otto Fend geboren, wobei sein Vater aus dem Zweiten Weltkrieg nicht zurückkehrte. Seine Mutter Anna Fend, geborene Summer war in Fraxen geboren worden. Otto Fend heiratete 1961 Leopoldine Hebein aus St. Georgen in Kärnten und wurde 1962, 1964 sowie 1966 Vater je einer Tochter.

## Auszeichnungen
- Ehrenparteiobmann der ÖVP Götzis (2002)